# گیفورد پینچوت
گیفورد پینچوت (انگلیسی: Gifford Pinchot; ۱۱ اوت ۱۸۶۵ – ۴ اکتبر ۱۹۴۶) گیاه‌شناس، استاد دانشگاه، نویسنده، و سیاستمدار اهل ایالات متحده آمریکا بود.